# برات‌لی (آردانوچ)
برات‌لی (به ترکی استانبولی: Beratlı) یک منطقهٔ مسکونی در ترکیه است که در آردانوچ واقع شده‌است. برات‌لی ۴۰ نفر جمعیت دارد.